# Robert Sabel

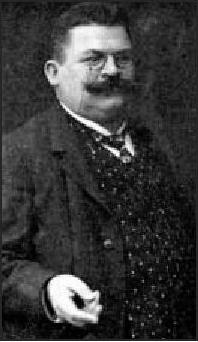
Robert Sabel

Robert Sabel (geb. 4. Mai 1860 in Lindenau, Kreis Grottkau, Oberschlesien; gest. 19. September 1911 in Oswitz, Landkreis Breslau, Niederschlesien) war ein schlesischer Dialektdichter und Schriftsteller, der als Lehrer bzw. Rektor arbeitete.
Er leitete den Verein zur Pflege schlesischer Mundart und Dichtung und war ein Sammler älterer und zeitgenössischer Mundartdichtung und schlesischer Märchen und Sagen.
Klaus Ullmann rechnet ihn als Verfasser dreier Mundartbücher „zu den besten Dichtern in schlesischer Mundart um die Jahrhundertwende“.
Bei dem Heimatjahrbuch für die Provinz Schlesien  Der Gemittliche Schläsinger war er eine der für die Herausgabe verantwortlichen Personen.
Er wurde auf dem Friedhof Breslau-Oswitz beigesetzt.

## Publikationen
- Lach bir a wing [Lachen wir ein wenig]
- Wull geschpeißam! [Wohl gespeist zu haben!]
- Sunntig-Nochmitts [Sonntagnachmittags]
- Seid Ehr oalle do? [Seid ihr alle da?]
- Liederbüchel für gemittliche Leute[5] [Liederbüchlein für gemütliche Leute]
- Märchen und Sagen